# Čimice
Čimice é uma comuna checa localizada na região de Plzeň, distrito de Klatovy.